# Пам'ятник Тарасові Шевченку (Новосілка)
Пам'ятник Тарасові Шевченку в Новосілці — погруддя українського поета Тараса Григоровича Шевченка в Новосілці Бучацького району на Тернопільщині.
Пам'ятка монументального мистецтва місцевого значення, охоронний номер 855.
Встановлений у 1961 році, знаходиться біля приміщення колишньої контори колгоспу (нині тут поштове відділення) на узбіччі автошляху Т 2016. Погруддя виготовлене масовим виробництвом із бетону, висота — 0,9 м, постамент — кам'яний, 1,5 м.